# Teofan (Czarnucki)
Teofan, imię świeckie Fiodor Czarnucki (ur. ok. 1710 w Czarnuchach, zm. 26 lutego?/8 marca 1780 w Kijowie) – biskup Rosyjskiego Kościoła Prawosławnego pochodzenia ukraińskiego.

## Życiorys
Pochodził z Kijowszczyzny. Wykształcenie teologiczne uzyskał w Akademii Mohylańskiej, gdzie od 1739 był wykładowcą. W tym samym roku złożył wieczyste śluby mnisze. Kilka lat później otrzymał godność igumena i został przełożonym monasteru św. Mikołaja na Ugrieszy. W 1748 został namiestnikiem Ławry Troicko-Siergijewskiej.
14 marca 1753 w soborze Zaśnięcia Matki Bożej w Moskwie przyjął chirotonię biskupią i objął urząd biskupa niżnonowogrodzkiego i ałatyrskiego. Przeprowadził remont soboru Przemienienia Pańskiego w Niżnym Nowogrodzie. Prowadził działalność misyjną wśród miejscowej nierosyjskiej ludności, kierował do niej kaznodziejów znających miejscowe języki. Co roku przyjmował do seminarium duchownego w Niżnym Nowogrodzie trzech kandydatów z każdej najważniejszej nierosyjskiej grupy etnicznej: Mordwinów, Czuwaszy, Tatarów i Maryjczyków. Szczególnie opiekował się seminarium duchownym w Nożnym Nowogrodzie, na potrzeby którego nakazał wznieść nowe budynki, rozbudował cerkiew seminaryjną wzniesioną przez jednego z jego poprzedników na katedrze, arcybiskupa Dymitra, utworzył w szkole klasę filozofii, wprowadził nauczanie języka francuskiego. Doprowadził do podniesienia rangi kierownika szkoły do stopnia rektora - dotąd seminarium zarządzali prefekci. Biskup Teofan opiekował się także najlepszymi uczniami seminarium, kierując ich po ukończeniu szkoły na akademie duchowne w Moskwie i Petersburgu lub na Uniwersytet Moskiewski, a następnie wspierając ich materialnie.
W 1767 podejmował w eparchii niżnonowogrodzkiej carycę Katarzynę II. W czasie wybuchu epidemii w rejonie Niżnego Nowogrodu w 1771 biskup regularnie odprawiał publiczne nabożeństwa w intencji powstrzymania klęski. Dwa lata później biskup Teofan, za zgodą carycy, odszedł w stan spoczynku z prawem zamieszkania w wybranej przez siebie już wcześniej Ławrze Peczerskiej. Pozostawał tam przez siedem lat. Zmarł w 1780 i został pochowany na terenie monasteru.